# Thamnophis
Rắn sọc (Danh pháp khoa học: Thamnophis) là một chi rắn trong họ Colubridae phân bố ở Bắc Mỹ và Trung Mỹ. Đây là chi rắn có các loài có tập quán ngủ đông và giao phối tập thể, có khi tới cả 100 con cùng tham gia. Ở những loài rắn này, những con rắn phát hiện bạn tình thông qua đánh hơi kích thích tố đực và cái. Chúng thường giao phối theo kiểu tập thể, rất nhiều con đực quấn xung quanh một con cái tạo thành quả bóng giao phối.

## Đặc điểm
Rắn sọc có tập quán ngủ đông kỳ lạ. Vào mùa đông lạnh, chúng thường tụ tập trong hang dưới lòng đất với số lượng từ 20.000 - 30.000 con để trú đông. Vào mùa xuân khi con đực vừa trú đông xong, sức khỏe còn yếu và cơ thể bị lạnh, nó sẽ tiết ra phernomone làm cho nó có mùi giống như một con rắn cái để thu hút các con đực khác quấn lại. Bằng cách này, cơ thể rắn có thể được làm ấm tới 28 độ C để hoạt động bình thường trong vòng 3 giờ.
Việc tiết ra kích thích tố giả làm rắn cái của rắn sọc đực để thu hút sự tán tỉnh, quan hệ của đại đa số rắn đực khác chỉ kéo dài một vài ngày. Khi vừa ngủ đông dậy, rắn đực rất yếu và chậm chạp, vì thế việc chuyển giới có thể giúp chúng tránh được các nguy hiểm từ những loài săn mồi khác như quạ. Bên cạnh tập tính giả gái, loài rắn sọc còn giao phối theo kiểu tập thể, nghĩa là rất nhiều con đực quấn xung quanh một con cái tạo thành 'quả bóng' giao phối.